# П'ятилітка (присілок, Іглінський район)
П'ятилі́тка (рос. Пятилетка, башк. Пятилетка) — присілок у складі Іглінського району Башкортостану, Росія. Входить до складу Ауструмської сільської ради.
Населення — 238 осіб (2010; 283 в 2002).
Національний склад:
- білоруси — 43 %
- башкири — 26 %